# Ousmane Viera
Ousmane Viera Diarrassouba (Daloa, 21 december 1986) is een Ivoriaans voetballer die als verdediger speelt.

## Clubcarrière
Viera begon bij Réveil Club de Daloa uit zijn geboorteplaats. In 2008 ging hij naar Roemenië waar hij in 2009 met CFR Cluj de Roemeense voetbalbeker won en in 2013 met Pandurii Târgu Jiu tweede werd in de competitie. Sinds 2013 speelt hij in Turkije voor Çaykur Rizespor.

## Interlandcarrière
Hij nam deel aan de Olympische Zomerspelen 2008 waar hij in vier wedstrijden in actie kwam. Op 7 september 2013 debuteerde hij voor het Ivoriaans voetbalelftal in de WK-kwalificatiewedstrijd tegen Marokko in Abidjan. Viera werd opgenomen in de definitieve selectie voor het wereldkampioenschap voetbal 2014.

## Erelijst
CFR Cluj
- Roemeense beker

2008/09